# احمد سامح خالدی
احمد سامح خالدی (۱۸۹۵ -۱۹۵۱) ادیب و آموزشگر لبنانی فلسطینی‌اصل بود. در دانشگاه آمریکایی بیروت، داروسازی، اقتصاد و پرورش درس داد و در ۱۹۲۵ مدیر دانشکدهٔ عربی قدس منصوب شد. او را پدر آموزش نوین فلسطین می‌دانند.